# コインブラ公

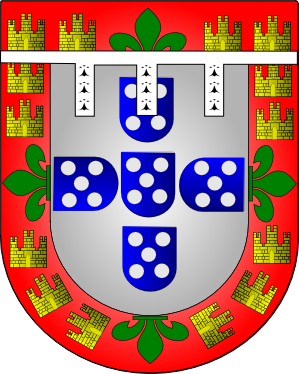
初代コインブラ公ペドロの紋章

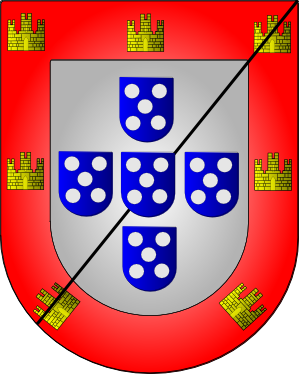
第2代コインブラ公ジョルジェの紋章

コインブラ公（ポルトガル語: Duque de Coimbra）は、ポルトガル王国の公爵位。

## 概要
1415年にポルトガル王ジョアン1世が次男ペドロをコインブラ公に叙したことで創設された。ペドロは王国の摂政を務めたが反逆者と名指しされ、1449年のアルファホベイラの戦いで戦死した。
後にジョアン2世の庶子ジョルジェがコインブラ公に叙されたが、ペドロとジョルジェの息子たちは爵位を継げず、次に叙されるのは19世紀まで下ってマリア2世の五男アウグストだった。
王位請求者ブラガンサ公ドゥアルテ・ヌノの三男エンリケ・ヌノがコインブラ公を儀礼称号として使っていたが、子がいないまま2017年に死去した。
2023年現在、エンリケ・ヌノの長兄・ドゥアルテ・ピオの長女でエンリケ・ヌノの姪にあたるマリア・フランシスカが継いでいる。

## コインブラ公の一覧
1. ペドロ（1392年 - 1449年） - ポルトガル王ジョアン1世の次男、摂政
2. ジョルジェ（1481年 - 1550年） - ジョアン2世の庶子
3. アウグスト（1847年 - 1889年） - マリア2世の五男
4. エンリケ・ヌノ（英語版）（1949年 - 2017年） - ブラガンサ公ドゥアルテ・ヌノの三男
5. マリア・フランシスカ（1997年 - ） - ドゥアルテ・ピオの長女